# Queets River
Le fleuve Queets (Queets River en anglais) est un cours d'eau d'environ 82,7 km de long qui s'écoule dans l'État de Washington au nord-ouest des États-Unis.

## Description
Le cours d'eau prend sa source dans les montagnes Olympiques à l'intérieur du parc national Olympique. Il termine sa course dans l'océan Pacifique. Le nom Queets dérive des Amérindiens Quaitso, très proches de la tribu Quinault, qui vivaient le long du cours d'eau.
Le cours d'eau prend sa source au niveau du glacier Humes sur le mont Olympe. Il se dirige ensuite vers le sud-ouest. Ses affluents principaux sont la rivière Clearwater, la rivière Salmon et la rivière Sams. Il se jette dans l'océan Pacifique au niveau de la petite localité de Queets. La plus grande partie du tracé s'effectue à l'intérieur du parc national, seuls quelques kilomètres sont situés en dehors du parc au niveau de la réserve amérindienne Quinault. Son tracé passe essentiellement à l'intérieur du comté de Jefferson. Seule une petite portion à proximité de son embouchure traverse le comté de Grays Harbor.

### Référence
1. ↑  (en) « Plan stratégique du parc Olympique, chapitre 3, page 103 », National Park Service, 2006 (consulté le 10 mars 2010)
2. ↑  (en) James W. Phillips, Washington State Place Names, University of Washington Press, 1971, 167 p. (ISBN 978-0-295-95158-4), p. 114